# Sead Zilić
Sead Zilić (ur. 17 września 1982 w Prijepolju) – bośniacki piłkarz, grający na pozycji napastnika. Posiada także obywatelstwo słoweńskie
W przeszłości występował w juniorskich drużynach Partizana Belgrad i Fiorentiny. Debiut w seniorskiej drużynie zaliczył w barwach Herthy Berlin, kiedy to 10 lutego 2001 roku zagrał 45 minut przeciwko VfL Wolfsburg. Następnie grał w FK Sarajevo, Dravie Ptuj, Wiśle Płock oraz ponownie w Dravie Ptuj. W 2010 roku był piłkarzem AÓ Tríkala.